# Jerzy Klejna
Jerzy Klejna herbu Wilcza Głowa (ur. w 1624 w Kallies, Neumark Brandenburg (obecnie Kalisz Pomorski), zm. w 1681 w Wiesiółce pod Wałczem) – dragon, pułkownik w zawodowej armii królów Polski, brał udział w walkach przeciw powstaniu Chmielnickiego, w czasie wojny polsko-rosyjskiej (1654-1667), pod rozkazami Stefana Czarnieckiego w trakcie potopu szwedzkiego oraz w bitwie pod Chocimiem (1673). W 1662 r. otrzymał tytuł  szlachecki z rąk króla Jana Kazimierza.

## Pochodzenie
Georg Klein – bo tak oryginalnie nazywał się pułkownik Jego Królewskiej Mości – urodził się w 1624 r. w mieszczańskiej rodzinie niemieckiej w Callies, Neumark Brandenburg (obecnie Kalisz Pomorski) w powiecie drawskim. Ojciec Jerzego – Gotfried Klein pochodził z Meklemburgii. Urodził się w 1586 r. w Rostoku i był synem znanego złotnika Hansa Kleina Juniora i Magdaleny Berenis. Klein Junior, jak i jego ojciec Hans Klein Senior byli doskonałymi złotnikami. Ich prace można podziwiać w Muzeum Hanzatyckiego Miasta Rostock oraz w kościele ewangelicko-luterańskim w Labrechtshagen (Mecklenburg). Natomiast bratanek Jerzego – Johann von Klein (profesor prawa na uniwersytecie w Rostocku) – został wyniesiony do stanu szlacheckiego przez księżniczkę Sophie Luise von Mecklenburg-Schwerin podczas jej ceremonii zaślubin z królem Prus Fryderykiem I w dniu 28 listopada 1708 r.

## Młodość
Jerzy (Georg) Klejna, spędził młodość w Kaliszu Pomorskim, a do polskiej armii trafił z zaciągu, jaki Władysław IV ogłosił w 1646 r. w związku z wojną z Turcją. Jerzy został zwerbowany do chorągwi dragonów autoramentu cudzoziemskiego pod dowództwem Ludwika Wejhera. W 1648 r. chorągiew ta została skierowana na Wołyń w celu tłumienia powstania Chmielnickiego. Regiment ten nie dotarł na czas do obozu wojsk polskich pod Piławcami, gdzie w dniach 23-25 września 1648 r. dokonała się jedna z najbardziej dotkliwych klęsk podczas powstania Chmielnickiego, ale walczył w 1648 roku nad Żółtymi Wodami i  pod Korsuniem przeciwko Kozakom i Tatarom Chmielnickiego. Brał udział w bitwie pod Zborowem w 1649 roku, gdzie polskie wojska zdążające na odsiecz Zbarażowi zostały zaskoczone przez Tatarów i Kozaków.

## Kariera wojskowa
W 1650 r. został utworzony kolejny regiment dragonii Ludwika Wejhera, a Jerzy Klejna został awansowany do stopnia kapitana.  W 1651 r. pruski regiment brał udział w bitwie pod Beresteczkiem na Wołyniu przeciwko Kozakom Chmielnickiego. Była to jedna z największych bitew lądowych XVII-wiecznej Europy, a wielkie zwycięstwo armii polskiej było zasługą dowodzącego wojskami polskimi Jana Kazimierza. Kapitan Klejna brał czynny udział w wojnie polsko-rosyjskiej (1654-1667) i w bitwie pod Czarnym Ostrowem w 1657 roku przeciwko Rakoczemu.
W 1654 r. wybuchła wojna polsko-rosyjska, która była następstwem powstania Chmielnickiego i ugody perejasławskiej. Jesienią tego roku oddziały Ludwika i Jakuba Wejherów, w tym regiment dragoński kapitana Jerzego Klejna, pomaszerowały na Litwę przeciw siłom moskiewskim. W obliczu zagrożenia ze strony Szwecji w 1655 r. regiment Wejhera wrócił do Prus, gdzie wszedł w skład garnizonu Malborka wraz z regimentem dragońskim Jakuba Wejhera. Komputowe oddziały Ludwika, a w tym kompania Jerzego Klejny, broniły Prus Królewskich i zamku Malbork przed Szwedami. 18 lutego 1656 r. w oblężonym Malborku zmarł Ludwik Wejher. Jego brat Jakub poddał zamek na honorowych warunkach w marcu 1656 r. Wojska zaciężne, które znalazły się w Malborku po kapitulacji, w większości przyjęły służbę szwedzką. Kapitan Klejna wybrał niewolę szwedzką, z której wyszedł po opłaceniu okupu. Następnie udał się do Gdańska. Gdy 15 listopada 1656 r. wojska królewskie towarzyszące królowi Janowi Kazimierzowi w wyprawie do Prus Królewskich wjechały do Gdańska, Klejna dostał szansę powrotu do armii królewskiej, i z takiej okazji skorzystał. Został „wciągnięty” na rollę (listę płac) regimentu dragonii Gwardii Królewskiej pod dowództwem Jana Henryka von Alten-Bockuma. Dnia 10 lutego 1657 r. po przybyciu jazdy Stefana Czarnieckiego, król z towarzyszącymi mu jednostkami gwardii ruszył z Gdańska w kierunku Częstochowy. Od tej pory kpt. Jerzy Klejna walczył wszędzie tam, gdzie był Jan Kazimierz. W 1657 r. gwardia Henryka von Alten-Bockuma brała udział w działaniach oblężniczych, zmierzających do odzyskania Krakowa. Od lipca aż do kapitulacji w grudniu 1658 r. dragonia Bockuma oblegała Toruń. Wielu oficerów, w tym też Klejna, towarzyszyli parze królewskiej w uroczystym wjeździe do odzyskanego Torunia w dniu 1 stycznia 1659 r. Po urlopie zimowym, jeszcze w 1659 r. dragonia Bockuma została skierowana do Prus Królewskich pod dowództwem hetmana polnego koronnego Jerzego Lubomirskiego. Następnie dragonię skierowano na teatr wschodni do wsparcia przygotowywanej kampanii przeciwko Moskwie. Jednostka wraz z kapitanem Klejną dotarła na Ukrainę i wzięła udział w walkach z siłami rosyjsko-kozackimi pod Cudnowem i Słobodyszczami. Wchodziła w skład dywizji hetmana Lubomirskiego. Po zakończeniu działań wojennych dragonia Bockuma otrzymała na leże zimowe ekonomie samborską. Regiment ten nie wziął udziału w konfederacji wojsk koronnych w latach 1661–1663 i uczestniczył wraz z królem w kampanii na Litwie w 1661 r. Jednostka ta weszła do „Związku Pobożnego” opowiadając się za monarchą. Dragoni kpt. Klejny wzięli udział w bitwie z wojskami moskiewskimi pod Kuliszkami a następnie odprowadzali króla do Wilna i Nowego Dworu pod Grodnem. Na zimowe leża oddział Jerzego rozłożył się w starostwach ziemi warszawskiej. Następnie dragoni towarzyszyli królowi w jego podróży z Warszawy do Lwowa na komisję skarbową, obsadzając mury Lwowa.

## Nobilitacja
20 lutego 1662 r. nastąpiło bardzo ważne wydarzenie w życiu Jerzego Klejny. Na wniosek dowódcy, Henryka von Alten-Bockuma, król Jan Kazimierz na sejmie czteroniedzielnym w Warszawie, za wybitne zasługi na polu walki nobilitował kapitana Klejnę do stanu szlacheckiego i nadał mu herb Wilcza Głowa.
Jednakże w postanowieniu sejmowym jest postawiony jeden warunek: aby Klejna został katolikiem. Tak brzmiała decyzji sejmu w tej sprawie:  ‘’Cnota y wierność, przy wielu wyświadczeniu zasług y dzielności w różnych okazyach woiennych niżey mianowanych Officyerów, z woyska naszego cudzoziemskiego, łatwie Nas, y wszystkie Stany Koronne skłoniły, że ich do praw, swobód, y wolności szlacheckich przypuszczamy, to iest,...Kapitana dragońskiego, Ierzego Kleyna… Których wszystkich za szlachtę Polską przyznawaiąc, onym przywileie z Kancellaryi naszych wydać roskażemy, eo praecaulo, że ieżeliby który z nich był alienae fidei, non catholiene Romanae, eo ipso facta – nie ma mu służyć ta prerogatywa.’’ Oblaty – czyli potwierdzenia – dyplomu nobilitacyjnego Klejna dokonał w Wałczu w 1663 r. już jako major JKM. Następnie wziął udział w kampanii zadnieprzańskiej 1663/1664. Podczas walk duże straty poniosła dragonia H. Bockuma w szturmach Głuchowa. Po zakończeniu kampanii dragoni Bockuma eskortowali króla w drodze do Wilna przez Mohylew i Mińsk. Latem 1664 r. oddziały pod dowództwem majora Klejny stacjonowały w Wilnie, a na szkody, jakie poczynili dragonii uskarżał się administrator majętności jaszuńskiej B. Radziwiłła – Krzysztof Dobkiewicz. Następnie jednostkę tę skierowano na leże zimowe do Wielkopolski, gdzie ponownie poczyniła szkody w miasteczkach Wielatowie, Gąsawie, Trzemesznie i Gnieźnie. Przechodząc przez Gniezno 13 listopada 1664 r., major Klejna otrzymał od mieszczan 100 zł. Mieszczanie opłacili pobyt jego żołnierzy lub była to „opłata” za opuszczenie miasta.

## Rokosz Lubomirskiego
Odrębny rozdział w służbie mjr Klejny stanowi rokosz J. Lubomirskiego z lat 1665-1666. Oba regimenty gwardii dragońskiej króla pod komendą J. H. Bockuma i P. Briona aktywnie wzięły udział w wojnie domowej po stronie monarchy. Wiosną 1665 r. skierowano do woj. krakowskiego obie te jednostki dla zapobieżenia wkroczeniu w granice Rzeczypospolitej skazanego exmarszałka. W kwietniu 1665 r. dragonia Bockuma obsadzała Kalisz. Następnie wzięła udział w letniej kampanii Jana Kazimierza przeciwko rokoszanom J. Lubomirskiego. Tylko dzięki spóźnieniu się pod Częstochowę uniknęła niewoli po rozbiciu przez rokoszan korpusu królewskiego pod komendą A. H. Połubińskiego.
W 1666 r. dragonia Bockuma ponownie wzięła udział w walkach z rokoszanami, goniąc ustępujące przed królem siły J. Lubomirskiego. Pod Mątwami 13 lipca 1666 r. doszło do pogromu 6 regimentów dragonii, w tym dragonii Bockuma. Major Klejna nie wziął udziału w bitwie, gdyż już w styczniu 1666 r. został wyniesiony do rangi Oberesztera Lejtnanta i objął dowództwo regimentu Jana Krzysztofa Gnińskiego – wojewody chełmińskiego.  Dowodził regimentem w zwycięskiej bitwie pod Chocimiem w 1673 r pod dowództwem Sobieskiego. W 1674 r. poprosił o dymisję z wojska i w tymże roku regiment pieszy Jana Gnińskiego zakontraktował nowego dowódcę – podpułkownika Franka.

## Życie prywatne
Związki Jerzego Klejny z miastem Wałcz datują się wiele lat przed jego osiedleniem w tym powiecie. W 1652 r. Mikołaj Polewicz, „prowiantmagister” (oficer prowiantowy) pułku pieszego pod komendą Łukasza Górskiego, złożył protestację w mieście Wałcz na kapitana lejtnanta Jerzego Klejnę i chorążego Teofila z pułku wojewody pomorskiego Ludwika Wejhera. Mikołaj Polewicz wraz ze swym kwatermistrzem zostali ciężko pobici przez podkomendnych Jerzego Klejny za to tylko, że dopominali się u podstarościego miasta Wałcza ukazania stancji pułkownikowi Łukaszowi Górskiemu, zgodnie z otrzymaną asygnacją. Obawiając się konkurencji w wybieraniu lepszych stancji w starostwie wałeckim kapitan Klejna zwabił ich obu do swojej gospody pod pretekstem poczęstunku, gdzie następnie pobito ich i pokaleczono, że ledwie uszli z życiem z rąk żołnierzy kapitana Klejny.
Tak jak i na polu boju, tak i w rodzinie Jerzy Klejna – bo tak już go nazywają polskie dokumenty (zresztą w 1666 r. sam podpisywał się: Obereszter Lejtnant S.R.M Georgij Kleina’’) – nie próżnował.  Ożenił się w 1652 r. z Anną Eufrozyną Simon, córką Daniela Simona – burmistrza Nowego Wałcza. W Wałczu urodziło się ich pierwszych troje dzieci:
- Anna Katarzyna – ur.1653 r. Wałcz (mąż Stanisław Bielicki – ślub w Wiesiółce w 1669 r.)
- Antoni – ur. 1655 r. Wałcz, zm. 11 marca 1713 r. Wiesiółka (rodziny nie założył, spadkobierca i posesor Wiesiółki)
- Rebeka – ur. 1658 r. Wałcz

Te dzieci otrzymały chrzest w wierze luterańskiej. Nobilitacja stawiała warunek, aby Jerzy został katolikiem, więc pozostałe dzieci są już chrzczone w kościele katolickim w Skrzatuszu.
- Zygmunt – ur. 7 lutego 1667 r. Wiesiółka
- Jan Ludwik – ur. 6 maja 1668 r. Wiesiółka, zm. 30 kwietnia 1749 r. Wiesiółka
- NN – ur. 1670 r. Wiesiółka, zm. 12 listopada 1672 r. Wiesiółka
- Maurycy Konstanty – ur. 7 kwietnia 1671 r.

W 1666 r. Jerzy otrzymał od króla Jana Kazimierza wieś Wiesiółkę koło Skrzatusza i tam osiedlił się z rodziną. Wybudował dwór i zagospodarował całą wieś.
Jerzy Klejna aktywnie bronił Rzeczypospolitej ale także brał czynny udział w życiu politycznym państwa polskiego. W 1669 r. Wojciech Konstanty Breza zwołał szlachtę wałecką na podróż do Warszawy na sejm elekcyjny, na którym wybrano królem Michała Korybuta Wiśniowieckiego. Wśród wałeckiej szlachty, obok Goltzów, Ostenów, Wedlów czy Turno był wymieniony także Oberszter Lejtnant Klejna.
Jerzy Klejna spędził w Wiesiółce swoje ostatnie lata życia, ciesząc się rodziną i spokojnym życiem. Dbał o rozwój gospodarstwa i brał udział w życiu społeczności wałeckiej, wśród której cieszył się dużym poważaniem. Rodzina Klejna utrzymywała bardzo dobre stosunki z kościołem w Skrzatuszu. W 1680 r. Jerzy zapisał cały majątek ziemski najstarszemu synowi – Antoniemu. Od tej pory Antoni Klejna był panem na Wiesiółce. Jerzy Klejna zmarł w 1681 r. a jego żona Anna Eufrozyna Klejna de Simon zmarła 8 września 1694 r. Oboje zostali pochowani pod podłogą skrzatuskiego kościoła. Anna przeżyła Jerzego ponad 10 lat i ostatnie lata spędziła w Wiesiółce pod protektoratem syna Antoniego.